# Fillinges
Fillinges is een gemeente in het Franse departement Haute-Savoie (regio Auvergne-Rhône-Alpes) en telt 2441 inwoners (1999). De plaats maakt deel uit van het arrondissement Saint-Julien-en-Genevois.

## Geografie
De oppervlakte van Fillinges bedraagt 11,7 km², de bevolkingsdichtheid is 208,6 inwoners per km².
De onderstaande kaart toont de ligging van Fillinges met de belangrijkste infrastructuur en aangrenzende gemeenten.

## Demografie
Onderstaande figuur toont het verloop van het inwonertal (bron: INSEE-tellingen).